# (36592) 2000 QN132
2000 QN132 (asteroide 36592) é um asteroide da cintura principal. Possui uma excentricidade de 0.24830320 e uma inclinação de 16.49286º.
Este asteroide foi descoberto no dia 26 de agosto de 2000 por LINEAR em Socorro.